# Rhodophthitus thapsinus
Rhodophthitus thapsinus là một loài bướm đêm trong họ Geometridae.